# Miley Cyrus
Miley Ray Cyrus (rođena kao Destiny Hope Cyrus, 23. studenog 1992.) je američka pjevačica, glumica i tekstopisac. Njezin otac je country pjevač Billy Ray Cyrus. U svom djetinjstvu držala je manje uloge u TV seriji Doc i filmu Big Fish. 2006., Cyrus je postala teen idol nakon što je bačena u Disney Channel-ovu televizijsku seriju Hannah Montana, u kojem je glumila Miley Stewart. Nakon potpisivanja ugovora s Hollywood Records 2007., izdaje svoj debitantski studijski album Meet Miley Cyrus koji je certificiran četverostrukom platinastom nakladom od Recording Industry Association of America (RIAA) za prekoračenje četiri milijuna pošiljki, te je pronudio hit singl "See You Again".
Godine 2008. izdaje svoj drugi album Breakout, na kojemu se nalazi uspješna pjesma "7 Things", te pokreće svoju filmsku karijeru posudivši glas u animiranom filmu Bolt. 2009. je glumila u dugometražnom filmu Hannah Montana: The Movie, čiji je soundtrack ponudio hit "The Climb" te izdaje EP The Time of Our Lives koji je ponudio hit "Party in the U.S.A.". Godine 2010. izdaje treći album Can't Be Tamed, čiji je istoimeni singl postao top 10 hit, no album nije bio jako uspješan i postao je najmanje prodavaniji album u njenoj karijeri. Kasnije te godine, Cyrus je glumila u filmu The Last Song. Tijekom produkcije filma, Cyrus je bila u vezi sa svojim suradnikom Liamom Hemsworthom. Zaručuju se 2012. no raskidaju zaruke sljedeće godine.
Cyrus se usmjerenila na glumačke vode s nekoliko televizijskih i filmskih uloga tijekom 2011. i 2012. Cyrus kasnije potpisuje s RCA Records, no generira kontroverze koje obrađuju seksualno eksplicitnu javnu sliku, dok je promovirala njezin četvrti studijski album Bangerz (2013.). Singlovi s albuma "We Can't Stop" i "Wrecking Ball" bili su promovirani kontroverznim glazbenim spotovima; "Wrecking Ball" je postao njezin prvi broj jedan hit na Billboard Hot 100. 
Godine 2020.  izlazi 7 studijski album pod nazivom Plastic Hearts. Pjesma Midnight Sky prva pjesma s albuma zauzela je prvo mjesto na top ljestvici Ujedinjenog Kraljevstva.

## Rani život
Rodila se je u Nashvilleu, Tennessee 23. studenog 1992. godine. Roditelji su joj Leticia "Tish" i country pjevač Billy Ray Cyrus. Također ima petero braće i sestara. Njezin stariji brat Trace i sestra Brandi su iz Tishinog prvog braka, ali Billy Ray ih je posvojio dok su bili još vrlo mali. Trace je gitarist i vokalist electro/rock sastava Metro Station, dok Brandi svira gitaru na Mileynim koncertima. Osnovala je i sastav sa zvijezdom iz serije The Secret Life of the American Teenager (Tajni život američkog tinejdžera) s Meganom Parkom. Također ima i starijeg polubrata, Christopera Codya iz očeva prvog braka, te mlađeg brata Braisona i mlađu sestru Noah, koja je također glumica. Unuka je demokratskog političara Rona Cyrusa. Izabrala je ime "Ronnie" za lik u filmu Posljednja pjesma u čast svome djedu.
Roditelji su je nazvali Destiny Hope (Sudbina Nada u prijevodu) jer su vjerovali da će postići puno toga u životu. Dobila je nadimak Smiley (Smješko), a poslije skraćeno u Miley jer kao beba se nije prestajala smijati. 2008. godine je ime i službeno promijenila u Miley Ray Cyrus. Kaže da je Destiny Hope prekrasno ime, ali da to ime jednostavno nije za nju.

## Karijera

### Gluma
Cyrus je glumačku karijeru započela s 14. godina u seriji Hannah Montana, koja se emitirala od 2006. do 2011. godine na Disney Channelu. 2009. godine snimila je film Hannah Montana: The Movie. Također je 2010. snimila film Posljednja pjesma koji je snimljen prema noveli Nicholasa Sparksa. U srpnju 2010. godine počela je snimati komediju LOL s Ashley Greene i Demi Moore. Nekoliko mjeseci kasnije 2012. godine prikazan je i njezin posljednji film 'So Undercover'.

### Pjevanje
Pjevačku karijeru gradila je usporedno s glumačkom. Nakon što je 2007. godine izdala album  Miley Cyrus, 2008. godine izdala je i prvi samostalni studijski album naziva "Breakout". Uspjeh su doživjeli singlovi "7 Things", "The climb", "See You Again" i "Fly On The Wall". Zatim je kolovoza 2009. izdala EP naziva "The Time Of Our Lives", izdavši veoma uspješne singlove "Party in the U.S.A." i "When I Look At You". U lipnju 2010. godine izdala je treći studijski album naziva "Can't Be Tamed", te istoimeni singl. U lipnju 2013. godine izdala je novi singl pod nazivom "We Can't Stop", a u kolovoza iste godine i drugi najavni singl albuma Bangerz, pjesmu "Wrecking Ball". Početkom veljače 2014. godine krenula je na svoju svjetsku turneju Bangerz. U svibnju 2017. godine novim hitom zvanim "Malibu" posvećen Liamu Hemsworthu. U kolovozu 2017. izašao je i drugi single Younger now. Dana 29. rujna izdala je i šesti studijski istoimeni album Younger Now.

## Diskografija
Studijski albumi
- 2007. - Meet Miley Cyrus
- 2008. - Breakout
- 2010. - Can't Be Tamed
- 2013. - Bangerz
- 2015. - Miley Cyrus & Her Dead Petz
- 2017. - Younger Now
- 2020. - Plastic Hearts
- 2023. - Endless Summer Vacation
- 2025. - Something Beautiful

Albumi uživo
- 2008. - Hannah Montana & Miley Cyrus: Best of Both Worlds Concert
- 2009. - iTunes Live from London

EP-ovi
- 2009. - The Time of Our Lives

Turneje
- 2007. – 2008. - Best of Both Worlds Tour
- 2009. - Wonder World Tour
- 2011. - Gypsy Heart Tour
- 2014. - Bangerz Tour

Specijalni koncerti
- 2009. Concert for Hope